# Senegačnik
Senegačnik je priimek več znanih Slovencev:
- Andrej Senegačnik, strojnik, termoenergetik, prof. FS
- Andreja Senegačnik, naravovarstvenica, gozdarka
- Andreja Potokar Senegačnik (*1959), geologinja/petrologinja
- Boštjan Senegačnik, rock glasbenik, kitarist
- Brane (Branko) Senegačnik (*1966), klasični filolog, pesnik, esejist, prevajalec, univ. prof.
- Denis Senegačnik (*1971), slikar
- Edi Senegačnik (1913—1998)?, prof., čebelar, urednik
- Jernej Senegačnik, trobentač
- Jože Senegačnik, kulinarik, popularizator droži
- Jožica Senegačnik (r. Snoj) (1925—2020)?, etnologinja
- Jurij Senegačnik (1922—2018), biokemik, univ. prof.
- Jurij Senegačnik (*1957), geograf
- Marjan Senegačnik (1928—2002), kemik, univ. prof.
- Marjan Senegačnik (*1961), predavatelj na FOV
- Martina Zbašnik Senegačnik, arhitektka, prof. FA
- Mateja Mazgan Senegačnik, jamarka, jamska reševalka
- Mojca Senegačnik (*1971), slikarka